# 카포리
카포리(Kapori)는 16~17세기에 고급 가발을 제작했던 Claude Legrand의 장인 정신에 착안되어 만들어진 헤어케어 브랜드이다. Claude Legrand는 루이 14세의 담당 퍼루키에(perruquier)였으며, 유럽 귀족과 서민들에게 싼 값으로 고급 가발을 제작하여 모두가 평등하게 가발을 쓸 수 있도록 평생을 힘썼다고 알려져있다.
2024년 9월, 카포리 브랜드는 한국에 런칭하며, "왕을 비롯해 나라의 모든 국민들의 두피케어에 온 평생을 바쳤던 클로드의 정신을 토대로 기업을 꾸려나갈 예정." 이라며 탈모 기능성 샴푸를 출시하고 본격적인 헤어&두피케어 시장에 진출했다.

## 제품 소개
이번에 제작된 제품인 탈모 기능성 샴푸는 2024년 9월 한국에서 출시되었으며, 이 샴푸는 EGF를 포함한 83개의 프리미엄 성분이 들어있는 인체줄기세포배양액 추출물을 베이스로 해파리추출물, 바이오틴, 카페인, 검정콩추출물, 맥주효모추출물 등 다량의 탈모 완화에 도움을 줄 수 있는 성분들을 배합하고 제작하여 소비자들의 관심을 받고 있다.

## 주요 제품 라인
| 제품명                       | 특징                                                    | 기능성                | 비고                                              |
| ---------------------------- | ------------------------------------------------------- | --------------------- | ------------------------------------------------- |
| 카포리 팀버글로우 씨뎁스샴푸 | 고급 성분을 활용한 모발 케어 및 탈모 예방               | 탈모 예방 기능성 등록 | 실렌시오, 어슬리 라인 출시 예정                   |
| 헤어 케어                    | 두피에 쌓여있는 스트레스들을 진정시켜준다.              | -                     | 비오틴부스터 앰플, 피토펩타이드 앰플 품절(24.10)  |
| 헤어 클리닉                  | 머릿결의 데미지를 완화시키면서 기분 좋은 향기를 남긴다. | -                     | 어슬리, 비허쉬 라인 품절(24.10)                   |
| 헤어 퍼퓸                    | 지나간 사람의 향기는 머리카락이 남긴다.                 | -                     | 오릴라, 시그니처, 녹티른, 퀴에도 라인 품절(24.10) |

## 한국 런칭
카포리 브랜드는 2024년 9월, 한국 시장에 본격적으로 런칭했다. 한국에서 첫 번째로 선보인 제품은 기능성 탈모 샴푸로 등록되어 탈모 예방 효과가 있는 고급 샴푸로, 이는 한국 소비자들에게 뜨거운 반응을 얻으며 큰 인기를 끌고 있다.

## 평가
카포리 제품은 전통적인 유럽의 헤어케어 기술과 현대적인 기능성 제품이 결합된 혁신적인 라인업으로 평가받고 있다. 특히 탈모 기능성 샴푸는 효과와 품질 면에서 많은 긍정적인 평가를 받고 있으며, 카포리 브랜드의 글로벌 확장을 이끄는 중요한 역할을 하고 있다.

## 여담
- 클로드 르그랑(Claude Legrand)은 중세 시대에 귀족층의 전유물이었던 고급 가발 제작의 선구자였으며, 가발 유지력과 평등을 위하여 평생을 노력하고 개발하였다.
- 카포리 브랜드는 2024년 한국 런칭과 함께 탈모 기능성 샴푸를 출시하며 화장품 시장에 새로운 바람을 일으킬 것으로 예상된다.